# Bagneux (Hauts-de-Seine)
Bagneux település Franciaországban, Hauts-de-Seine megyében. Lakosainak száma 43 647 fő (2022. január 1.). Bagneux Montrouge, Arcueil, Cachan, Bourg-la-Reine, Sceaux, Fontenay-aux-Roses és Châtillon községekkel határos.

## Népesség
A település népességének változása:
| Lakosok száma | 38 520 | 39 487 | 39 977 | 40 918 | 40 812 | 40 936 | 41 967 | 43 699 | 43 647 |
|               | 2013   | 2015   | 2016   | 2017   | 2018   | 2019   | 2020   | 2021   | 2022   |